# Правый Мёгтыгъёган
Правый Мёгтыгъёган — река в России, протекает в Ханты-Мансийском АО. Устье реки находится в 151 км по правому берегу реки Большой Мёгтыгъёган. Длина реки составляет 54 км, площадь водосборного бассейна 692 км².

## Притоки
- 16 км: Левый Мёгтыгъёган
- Велинъёган
- 35 км: Потымъёган

## Данные водного реестра
По данным государственного водного реестра России относится к Верхнеобскому бассейновому округу, водохозяйственный участок реки — Вах, речной подбассейн реки — бассейн притоков (Верхней) Оби от Васюгана до Ваха. Речной бассейн реки — (Верхняя) Обь до впадения Иртыша.